# Pàvel Iegórov
Pàvel Iegórov   (Sant Petersburg, 8 de gener de 1948 - Sant Petersburg, 15 d'agost de 2017), nom complet amb patronímic Pàvel Grigórievitx Iegórov, rus: Павел Григорьевич Его́ров fou un pianista rus, educador musical i investigador musical.

## Vida i treball
Iegórov va estudiar al Conservatori Estatal P. I. Txaikovski de Moscou amb Tatiana Nikolàieva i Vera Gornostàieva. Es va graduar com a pianista en aquest institut el 1975. Des del 1976 va viure i treballar a Leningrad. Va combinar la seva docència amb les seves activitats de concerts internacionals. Des del 1980, després de completar estudis, va treballar al Conservatori de Sant Petersburg com a professor de piano. Entre els seus estudiants hi havia Andrei Nikolsky, Sergei Pashkevich, Olga Radvilovich, Inga Dzekzer, Dmitry Efimov, Alexander Selitser i Elena Lebedeva. En els darrers anys, Iegórov ha estat molt involucrat a l'escola de música especial Lyceum del Conservatori de Sant Petersburg.
Pàvel Iegórov va guanyar el Concurs Robert Schumann a Zwickau el 1974, abans de completar els seus estudis al Conservatori de Moscou. Al mateix temps, va debutar a les sales de concerts del Conservatori de Moscou i Sant Petersburg. Iegórov va oferir més de 3.000 concerts a gairebé tots els països europeus, així com al Canadà, la Xina i el Japó. Va dirigir classes magistrals a Corea del Sud, Taiwan, Itàlia, Holanda i Suècia. Iegórovha realitzat més de 40 enregistraments de so, música de cambra i so simfònic per a segells com "Meldoia, Sony, HWA EUM i Intermusica". Iegórov va treballar com a revisor en concursos internacionals de piano. A Sant Petersburg, Iegórov va ser l'organitzador i líder dels "Schumann Evenings" i "Brahms Days" internacionals, organitzats per la Saint Petersburg Philharmonic Society.
Iegórov també va treballar com a investigador musical i escriptor acadèmic. Va ser editor de la primera edició russa completa de 7 volums de les obres Schumann (Leningrad 1986). També va ser el primer a publicar una edició russa del Clavier temperat de Johann Sebastian Bach (Sant Petersburg 2001) i totes les sonates per a piano de Beethoven (Sant Petersburg 2003). Va ser membre de la "International Schumann Society" de Düsseldorf i de la "St. Philharmonic Society". El 1989 Pàvel Iegórov va rebre el premi Robert Schumann de la ciutat de Zwickau. El 2003 va rebre l'Orde pel Mèrit Cultural de l'Estat polonès. El 2007 va ser nomenat membre de l'Acadèmia de Ciències de Rússia per a la branca d'educació i desenvolupament científic.
L'agost de 2017, Pàvel Iegórov va morir de càncer.